# Johann Wilhelm Josef Castello
Johann Wilhelm Josef Castello (* 26. Dezember 1758 in Kastellaun; † 27. April 1830 in Trier) war ein deutscher Priester,  Domdechant, Haushofmeister und Professor für Enzyklopädie, Patrologie und Literaturgeschichte an der Universität Trier.

## Leben und Wirken
Johann Wilhelm Josef Castello war ein Sohn der Eheleute Philippus (von Beruf Schlosser) und Anna Maria Castello geb. Gillens aus Kastellaun. Seine Schulzeit verbrachte er bis zum Jahr 1772 in Merl an der Mosel im dortigen Minoritenkloster, bevor er zum 5. Schuljahr an das Gymnasium in Koblenz wechselte. Mit 21 Jahren ging er 1779 nach Trier, um dort in das wenige Jahre zuvor eröffnete Bischöfliche Priesterseminar Trier einzutreten. Nach erfolgreichem Abschluss empfing er am 25. April 1782 die Priesterweihe und war von 1783 bis 1784 Kaplan in Hundsangen. Von 1784 bis 1787 war er Haushofmeister auf dem Schloss Molsberg beim Grafen von Walderdorff, bevor er am 21. Juni 1787 als Subregens an das Priesterseminar in Trier zurückging. 1788 promovierte er zum Doktor der Theologie und kurze Zeit später übertrug man ihm eine Stelle als Professor für Enzyklopädie, Patrologie und Literaturgeschichte an der Trierer Universität. Nach der Publikation seiner Dissertation 1791 wurde er aus dem Priesterseminar entlassen, da man ihm eine aufklärerische sowie antiklerikale Ausrichtung und Neigung zum Febronianismus unterstellte. 1792 ging er als Pfarrer nach St. Wendel. Hohes Ansehen in der Bevölkerung brachte ihm die Ernennung zum Munizipalrat des Kantons St. Wendel ein. 1814 wechselte er ein letztes Mal die Pfarrstelle, um als Pfarrer in Neumagen-Dhron tätig zu werden, bevor man ihn 1816 zum Konsistorial- und Schulrat zurück nach Trier berief. Den bischöflichen Ehrentitel Domdechant bekam Castello noch im Jahr 1824 verliehen.

## Publikationen
- Castello, Johann Wilhelm Josef, 1758–1830 [Verfasser]: Dissertatio Theologica De Necessitate Determinandi significatum memorabilium verborum aut phrasium in canonibus conciliorum...[3]
- Castello, Johann Wilhelm Josef, 1758–1830 [Verfasser]: Augustae Trevirorum: Typis Eschermannianis 1781, Synopsis Prooemii In Jus Canonicum Delineata, Una Cum Variis Positionibus Exeodem Jure[4]
- Blaumeyser, Matthäus; Castello, Johann Wilhelm Josef: Theses Selectae Ex Universo Pentateucho, Augustae Trevirorum, Eschermann 1781, (Sprache: Latein), 14 S.[5]
- Castello, Johann Wilhelm Josef, 1758–1830 [Verfasser]: Augustae Trevirorum: Augustae Trevirorum : Eschermann 1788, Dissertatio Historica De Variis Causis Queis Accidentalis Romani Pontificis Potestas, Successive Ampliata Fuit[6]
- Castello, Johann Wilhelm Josef, 1758–1830 [Verfasser]: Augustae Trevororum : Typis Eschermannianis 1790, Dissertatio Theologica De Necessitate Determinandi significatum memorabilium verborum aut phrasium in canonibus...[7]
- Castello, Johann Wilhelm Josef, 1758–1830 [Verfasser]: Augustae Trevirorum: Eschermann 1791, Dissertatio De Immoderata Alios Haereseos Insimulandi Libidine Aetate Nostra Admodum Familiari Et Eiusdem Causis[8]